# Epri Marcel
Epri Marcel (en llatí Eprius Marcellus) va ser un magistrat i orador romà nascut a Càpua, que va viure al segle i. Va exercir com a orador a Roma, funció en la que va destacar, en els regnats de Claudi, Neró i Vespasià. A la mort de Luci Silà l'any 49 aC va ser designat per ocupar el càrrec de pretor que havia quedat vacant, càrrec que expirava al cap de pocs dies o potser al cap d'unes hores.
Al començament del regnat de Neró l'any 56, va ser procònsol a Àsia, probablement a Pamfília, ja que el 57, al seu retorn a Roma, va ser acusat de malversació pels representants de Lícia que des de l'any 43 Claudi havia unit amb Pamfília. La seva eloqüència, i segurament també la seva riquesa, van aconseguir que fos absolt del càrrec i els que l'havien presentat van ser desterrats per presentar una acusació infundada i frívola.
Sota Neró va ser un dels coneguts delators i va adquirir riqueses i influencia. L'any 66 va secundar a Cossutià Capitó en el processament de Trasea Pet, i va aconseguir una quantitat extravagant de diners de l'emperador per aquest fet. A la mort de Neró la seva sort es va capgirar i va ser acusat de delator per Helvidi Prisc (gendre de Trasea) i d'afavorir a Vitel·li per Licini Cecina (un partidari d'Otó), però les circumstàncies de l'època, la debilitat de Vitel·li i la seva pròpia oratòria el van salvar.
Després del 70 Helvidi Prisc el va acusar novament i també se'n va sortir mercès a la seva amistat amb Vespasià i amb els Flavis, amb els quals va tornar a ser poderós. Cap al 79, per motius desconeguts, es va unir a la conspiració d'Aule Cecina Aliè contra Vespasià. Cecina va ser assassinat per ordre de Titus i Marcel va ser jutjat i abans de ser condemnat es va suïcidar.